# KBS속초방송국
KBS속초방송국(韓國放送公社 束草放送局)은 한국방송공사의 지역 방송국으로, 1956년 개국하였으며, 2004년 10월 31일에 지역방송국 기능조정 통폐합 정책의 일환으로 폐지되었다.

## 연혁
1956년 7월 15일 강원도 양양군 속초읍 동명리 3구 91번지 이동방송국으로 정착하여, 1956년 8월 1일 속초 이동방송국으로 개국하였다. 1961년 12월 31일 속초방송국으로 승격되었다. (호출부호 : HLCS) 1968년 12월 신청사를 신축 하면서 이전하였으며, 1971년 5월 15일에는 양양송신소를 개소하였다. 1973년 3월 1일 한국방송공사 속초방송국으로 개편 발족되었으며, 1975년 5월에는 청사를 증축하였다. 1991년 10월 15일 현 위치에 신 청사를 준공하였으며, 1994년 8월 23일 TV제작장비 설치공사를 준공하였다. 1995년 2월 23일에는 TV를 개국하였고, 1996년 11월 25일 양양송신소를 자동화하여, 이듬해 2월부터 원격제어 운영을 시작했다. 2000년 8월 1일 KBS 해피FM(제2라디오)가 개국했다.

### 지역국 통폐합
속초방송국은 2004년 5월 감사원의 특별감사결과, 25개 지역방송국 가운데 자체 프로그램 제작비율이 1.1%에 그치고 있는 16개 방송국을 통합해야 한다고 지적했고, KBS측도 이를 수용하여 결정되었다. KBS 속초방송국 폐지에 대하여 당시 속초지역의 22개 시민사회단체들이 ‘KBS 속초방송국 폐지 반대를 위한 공동대책위원회’를 구성하고 폐지 대상에 오른 다른 지역과 연대하여 지역방송을 지키기 위하여 노력하였으나, 끝내 속초방송국은 폐지되었다.

## 방송 권역
- 속초시, 고성군, 양양군, 강원북부해안, 인제군 일부

## 같이 보기
- KBS춘천방송총국
- KBS강릉방송국

## 전직 아나운서
- 최계환 (1974~2004, 전 KBS 춘천총국)
- 차영선(1980~1991, 전 KBS 서울본국, 1991년 별세)
- 표영준 (1980~1991, 전 KBS 서울본국, 정년퇴임)
- 손범수 (1990~1991, 전 KBS 서울본국, 현 방송인)
- 유연배 (1987~2001, 현 KBS 원주)
- 이은경 (1983~2004, 현 퇴사)